# ×Festulolium
Genre
×Festulolium  est un genre de plantes monocotylédones de la famille des Poaceae (graminées), sous-famille des Pooideae. C'est un nothogenre regroupant des hybrides issus de croisements entre des espèces des genres Festuca et Lolium, appartenant tous deux à la sous-tribu des Loliinae.
Une quarantaine de cultivars de ×Festulolium sont enregistrés au catalogue européen des variétés et plus de 10 au catalogue officiel français.
.

## Liste d'espèces
Selon The Plant List (21 septembre 2016) :
- ×Festulolium braunii (K.Richt.) A.Camus
- ×Festulolium brinkmannii (A.Braun) Asch. & Graebn.
- ×Festulolium fredericii Cugnac & A.Camus
- ×Festulolium holmbergii (Dörfl.) P.Fourn.
- ×Festulolium loliaceum (Huds.) P.Fourn.
- ×Festulolium nilssonii Cugnac & A.Camus